# Agáta
Az Agáta a görög eredetű női név, aminek a jelentése: a jó.

## Rokon nevek
Ágota

## Gyakorisága
Az 1990-es években igen ritkán fordult elő. A 2000-es és a 2010-es években sem szerepelt a 100 leggyakrabban adott női név között.
A teljes népességre vonatkozóan az Agáta sem a 2000-es, sem a 2010-es években nem szerepelt a 100 leggyakrabban viselt női név között.

## Névnapok
- január 11.,[2]
- február 5.[2]

## Híres Agáták
- Agatha Christie angol írónő